# Stamsånger
Stamsånger kallades ett antal unisona sånger som var fastställda av Kungl. Maj:t ”till allmänt inlärande vid sångundervisningen i de under Skolöverstyrelsens inseende ställda läroanstalter vid vilka sådan undervisning bedrivs.” Denna förordning gällde läsåren 1943–49, reviderades och förlängdes till 1956. De sånger som först ingick publicerades 1943 i 24:e upplagan av Sjung, svenska folk!. Förteckningen reviderades 1949 och ströks helt ur läroplanen 1969.
I samband med kanondebatten i Sverige 2006 debatterades bland annat frågan om stamsånger.
Stamsångerna var
1. Du gamla du fria
2. Kungssången
3. Der er et yndigt land (Danmarks nationalsång)
4. Vårt land (Finlands nationalsång)
5. Ja, vi elsker dette landet (Norges nationalsång)
6. Sverige (Wilhelm Stenhammar)
7. Sveriges flagga (Hugo Alfvén)
8. Land, du välsignade (Ragnar Althén)
9. Frihet är det bästa ting (Biskop Thomas frihetssång)
10. Uti vår hage (folkvisa)
11. Mandom, mod och morske män (Richard Dybeck)
12. Glädjens blomster (folkvisa)
13. Vintern rasat ut (Otto Lindblad)
14. Här är gudagott att vara (Gunnar Wennerberg)
15. Fjäriln vingad syns på Haga (Carl Michael Bellman)
16. Vi gå över daggstänkta berg
17. I sommarens soliga dagar
18. Nu så glada gå vi alla
19. Hosianna (Abbé Vogler)
20. Nu tändas tusen juleljus (Emmy Köhler)

I 1949 års beslut ströks ovan nr 8, 12, 17, 18 och 19 och lades till
1. Jag vet en dejlig rosa (folkvisa)
2. Röda stugor tåga vi förbi (Nils Söderström)

1955 tillades
1. Ó Guð vors lands (Island nationalsång)

## Stamsånger i körer
I körer, företrädesvis körer med lång historia, förekommer sångsamlingar med stamsånger eller stamrepertoar. Exempel på sådana är:
- Studentsången (del 1), utgiven 1883 av Ivar Hedenblad.[4]
- Svenska sångarförbundets ficksångbok för manskörer, utgiven första gången 1953.[5]
- Linköpings Studentsångares stamsånger utgivna första gången 1992.[6]
- Stockholms studentsångares sångbok, utgiven 1998.[7]
- Kongl. Teknologkörens Notbok, utgiven 2001.[8]
- Lunds studentsångförenings stamrepertoar, utgiven 2002.[9]
- Orphei Drängars Stamsånger, utgiven 2003.[10]
- Chalmers manskörs sångbok, utgiven 2005.[11]